# Power Over Me
Power Over Me is een nummer van de Ierse singer-songwriter Dermot Kennedy uit 2019. Het de eerste single van zijn titelloze debuutalbum.
Het nummer gaat over het idee op een goede manier door iemand behekst te worden. "Power Over Me" betekende de doorbraak voor Dermot Kennedy in Europa. Het haalde de 14e positie in zijn thuisland Ierland. In de Nederlandse Top 40 haalde het nummer de 11e positie, en in de Vlaamse Ultratop 50 de 10e.